# 伊斯梅爾 (科尼亞省)
伊斯梅爾是土耳其的城鎮，由科尼亞省負責管轄，位於該國南部，距離首府科尼亞60公里，海拔高度1,005米，主要農產品有小麥和甜菜，2011年人口6,215。